# Герр, Эндрю
Эндрю Герр (англ. Andrew John Gurr, род. 23 декабря 1936 года) — литературовед, шекспировед, специалист по истории английского ренессансного театра.

## Биография
Родился в Лестере, детство провёл в Новой Зеландии, образование получил в Оклендском (First Class Honours, магистр искусств) и Кембриджском (King’s College, доктор философии) университетах. В 1969—1973 годах преподавал в университетах Веллингтона, Лидса, и Найроби.  В 1981 году Герр в соавторстве с Клер Хансон выпустил монографию о Кэтрин Мэнсфилд. Автор двух книг, посвящённых африканской литературе. Однако главная тема его работ — творчество Шекспира, его современников-драматургов и история английского ренессансного театра. Признан одним из авторитетных специалистов по литературе и театру этого периода. Автор многочисленных статей, публиковавшихся в академических журналах и периодической печати для широкого круга читателей; комментариев к пьесам Шекспира и Джона Флетчера. Главный научный руководитель в проекте восстановления Театра Глобус в Лондоне и консультант в период постройки Театра Блекфрайерс в Стонтоне (штат Виргиния).  В течение десяти лет (1988—1998) Герр был редактором журнала Modern Language Review. До своей отставки — профессор Университета Рединга.

## Книги Эндрю Герра
- The Shakespearean Stage, 1574—1642 (1970)
- Black Aesthetics, (в соавторстве с Пио Зимиру, 1973)
- Writers in East Africa, (в соавторстве с Ангусом Калдером, 1974)
- Playgoing in Shakespeare’s London (1987)
- Rebuilding Shakespeare’s Globe, (в соавторстве с Джоном Ореллом, 1989)
- William Shakespeare: The Extraordinary Life of the Most Successful

- Writer of All Time (1995)
- The Shakespearean Playing Companies (1996)
- Staging in Shakespeare’s Theatres, (в соавторстве с Марико Исикава, 2000)
- The Shakespeare Company (2004)